# Resolutie 179 Veiligheidsraad Verenigde Naties
Resolutie 179 van de Veiligheidsraad van de Verenigde Naties van 11 juni 1963 werd aangenomen met tien stemmen voor, geen tegen en met de onthouding van de Sovjet-Unie.

## Achtergrond
De Noord-Jemenitische Burgeroorlog werd tussen 1962 en 1970 uitgevochten in Noord-Jemen tussen de royalisten, aanhangers van het Mutawakkilitisch Koninkrijk Jemen en de republikeinen van de Jemenitische Arabische Republiek. De oorlog begon toen de koning door een staatsgreep van republikeinen werd afgezet. De republikeinen werden gesteund door Egypte en de Sovjet-Unie, de royalisten door Saoedi-Arabië.

## Inhoud
De Veiligheidsraad was tevreden over het initiatief van de secretaris-generaal voor een vreedzame oplossing, en vermeldde verder de verklaring van de secretaris-generaal op 10 juni. De Raad was tevreden over het akkoord van alle partijen om de acties in Jemen stop te zetten en het akkoord van Saoedi-Arabië en de Verenigde Arabische Republiek om gedurende twee maanden de kosten van de VN-waarnemers op zich te nemen.
De secretaris-generaal werd gevraagd om de waarnemingsoperatie op te zetten. Er werd op aangedrongen dat alle partijen het akkoord zouden naleven. De secretaris-generaal werd gevraagd om de Veiligheidsraad over de uitvoering van deze beslissing te rapporteren.

## Verwante resoluties
- Resolutie 188 Veiligheidsraad Verenigde Naties

Lijst ·  178 ·  179 ·  180 ·  181 ·  182 ·  183 ·  184 ·  185